# Міста Багамських Островів
Міста Багамських Островів.

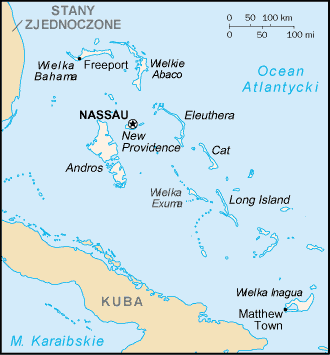
Мапа Багамських Островів

На Багамських Островах налічується понад 20 міст із населенням більше 30 мешканців. 1 місто має населення понад 100 тисяч, 1 — від 25 до 50 тисяч, 21 — менше 25 тисяч.
Нижче перелічено 10 найбільших міст
| Назва        | Населення (2010) |
| ------------ | ---------------- |
| Нассау       | 246 329          |
| Фріпорт      | 28 000           |
| Вест Енд     | 13 004           |
| Куперс-Таун  | 9 069            |
| Марш Харбор  | 6 283            |
| Фріатун      | 4 222            |
| Багамас-Сіті | 3 827            |
| Андрос-Таун  | 2 318            |
| Кларенс-Таун | 1 705            |
| Данмор-Таун  | 1 578            |